# Buddy Miles
Buddy Miles (narozen jako George Miles 5. září 1947 – 26. února 2008) byl americký rockový a funkový bubeník a zpěvák, který se proslavil v sestavě Jimiho Hendrixe "Band of Gypsys", působící na rockové scéně od roku 1969 do Hendrixovy smrti v roce 1970. Miles zemřel ve věku 60 let.